# Пивовар, Прокофий Свиридович
Прокофий Свиридович Пивовар (1922, Марьинский район, Сталинская область, Украинская ССР — неизвестно, село Доброволье, Волновахский район, Донецкая область, Украинская ССР) — комбайнёр Богоявленской МТС Марьинского района Донецкой области, Украинская ССР. Герой Социалистического Труда (1952).

## Биография
Родился в 1922 году в крестьянской семье в одном из сельских населённых пунктов Марьинского района. В послевоенные годы трудился комбайнёром в Богоявленской МТС Марьинского района.
Ежегодно показывал высокие трудовые результаты. В 1951 году за 25 рабочих дней намолотил на комбайне «Сталинец-6» 8210 центнеров зерновых. Указом Президиума Верховного Совета СССР от 2 июня 1952 года удостоен звания Героя Социалистического Труда за «достижение высоких показателей на уборке и обмолоте зерновых культур в 1951 году» с вручением ордена Ленина и золотой медали «Серп и Молот» (№ 6251).
После расформирования в 1958 году Богоявленской МТС трудился в местном колхозе имени Кирова Марьинского района, председателем которого был Дмитрий Миронович Чернобай.
После выхода на пенсию проживал в селе Доброволье (сегодня — Богоявленка Волновахского района). Дата смерти не установлена.
Награды
- Герой Социалистического Труда
- Орден Ленина
- Медаль «За трудовое отличие» (04.03.1950)
- Медаль «За трудовую доблесть» (21.05.1951)